# شركة هيرست
شركة هيرست (بالإنجليزية: Hearst Corporation)‏ هي شركة إعلام أمريكية متعددة الجنسيات يقع مقرها في برج هيرست في مدينة نيويورك، الولايات المتحدة. أسسها ويليام راندولف هيرست باعتباره مالكا للصحف، الشركة القابضة تضم الآن مجموعة واسعة من وسائل الإعلام. وتشارك عائلة هيرست في ملكية وإدارة الشركة.
تملك الشركة 15 صحيفة يومية كسان أنطونيو إكسبريس نيوز و38 صحيفة أسبوعية من ضمنها صحيفة هيوستن كرونيكل، وصحيفة يونيون الباني تايمز؛ وما يقرب من 200 مجلة في جميع أنحاء العالم، منها مجلة كوزمابولتين، مجلة اوه: اوبرا، كما تملك 29 محطة تلفزيونية.